# Judit Farrés
Judit Farrés (Igualada, 1974) también conocida como Min. es una actriz, compositora, arreglista, música y discjockey española.

## Trayectoria
Estudió música en el Conservatorio Superior de Música del Liceo e interpretación en el Instituto del Teatro de Barcelona. Logró una beca del Instituto del Teatro para estudiar en la Scuola Europea por el Arte dell'Attore de San Miniato. 
En el año 2000, trabajó como actriz en Fashion Feeling Music, dirigida por Josep Maria Mestres y como pinchadiscos en La llum no es veu en els carrers pels carrers de Bàsquiat, de la compañía Lanónima Imperial, con la dirección de Xavier Albertí y Bebeto Cidra. Ha trabajado bajo la dirección de Pep Anton Muñoz, Luca Valentino, Joan Castells y Àngel Llàcer. También ha participado en el montaje del Teatre Lliure Titus Andrònic, con la dirección de Àlex Rigola, y también trabajó en el Cancionero de palacio, estrenado en el Festival Castell de Peralada.
A partir de 2004, trabajó en la elaboración de bandas sonoras y espacios sonoros para espectáculos, como El virus (dirigida por David Selvas ), Teatro para minutos (Jorge Raedó), Ariadna (Xavi Sabata), o Piel (Olga Tragant). En solitario presentó el espectáculo La gestión de la complejidad, donde interpretó en directo su propia banda sonora de la película de Serguei Eisenstein La huelga.
Colaboró con Albert Pla en el disco Canciones de amor y droga (2003) y con la puesta en escena dirigida por Àlex Rigola. En 2006, preparó la banda sonora del espectáculo de Pla El malo de la película, y colaboró en su disco Vida y milagros . También colaboró con la poetisa Ajo en el espectáculo Cultivando Brevedades.
En 2015, actuó junto con Mireia Trias en la obra Confidencias en Alá, adaptación de la novela de Saphia Azzeddine de la directora Magda Puyo.
En 2019, regresó al Teatre Lliure con la obra Nuestra parcela de Lara Díez, interpretada junto a Marta Marco, una pieza irónica sobre «la inquietud existencial y la absurdidad del comportamiento humano cuando queremos dar respuesta». En el mismo año también presentó con Ajo (María José Martín de la Hoz) Soy mujer que tú (ajo & min) espectáculo de micropoesía y música electrónica "es feminista, es político, es poético, es surrealista" considera  Ajo, autora de la micropoesía.

## Filmografía
- Estació d'enllaç (1994) Serie de TV3
- El cor de la ciutat (2000) Serie de TV3
- The Liberty de Txema Torres. Cortometraje
- Somni de Francesc Prat Nutren. Cortometraje
- Murieron por encima de sus posibilidades (2014) Banda sonora Dir: Isaki Lacuesta
- Com si fos ahir (2022) Serie de TV3

## Teatro
- Encara hi ha algú al bosc Dir: Joan Arquer. Teatre Nacional
- La Nostra Parcel.la Dir: Lara Diaz Quintanilla. Teatre lliure
- Déjate de futuros con ajo@micropoetisa. Antic Teatre
- Historia d’un soldat Dir: Ferran Carvajal. L’Auditori de Barcelona
- Quiets Dir: Joan Arquer
- Las personas del verbo Dir:Joan Oller. Teatre lliure
- Estació Terminus Dir: Ramon Simó. Mercat de les Flors
- Confidencias Al.là Dir: Magda Puyo. Sala Atrium
- Pomelo Dir: Marta Marco. CCCB
- El malo de la película. Dir: Albert Pla. Teatre Grec
- Cançons d’amor i droga. Dir: Alex Rigola. Teatre Lliure
- Somni d’una nit d’Estiu. Dir: Angel Llàtzer. Teatre Borras
- Arran del camí Dir: Joan Castells. Teatre Nacional
- I la llum no es veu pels carrers de Basquiat. Dir: Xavier Albertí. Espai
- Titus Andrònic Dir: Alex Rigola. Teatre LLiure
- Historia d’un Soldat. Dir: Luca Valentinno. Fest. Inter.de titelles bcn
- Fashion Feeling Music. Dir: Josep Maria Mestres. Teatre Lliure
- Els al.lucinants viatges d’en Piarrot. Dir: Pep Anton Muñoz. Romea
- Faustí Dir: Toni Rumbau. Teatre Malic
- Pastorets. Dir: mariona Massgrau. Teatre Poliorama
- Odisea. Dir: Lluís Graells. Teatre Regina

## Musical
- Soy mujer que tú (ajo & min) con María José Martín de la Hoz (2019)
- Posproducción Trenta anys positius dir: Lulu Martorell
- Espai sonor Encara hi ha algú al Bosc Dir: Joan Arquer
- Espai sonor La historia d’un soldat dir: Ferran Carvajal
- Composición musical- espai sonor Quiets Dir: Joan Arquer
- Post- producción Miedo Dir: Albert Pla
- Composición musical-espai sonor la Nostra Parcel.la Dir. Lara Diaz
- Composición musical El Calidoscopi del Born Dir: Nueve ojos
- Posproducción i composición. Guerra Dir: Pepe Miravete
- Banda sonora película Murieron por encima de sus posibilidades Dir: Isaki Lacuesta
- Composición musical Manifestació Dir: Albert Pla.
- Corista y arreglista, conciertos De terrat en terrat. Gerard Quintana.
- Posproducción documental Pobres, pobres que els donguin pel cul Dir: Lulu Martorell.
- Composición musical La Huelga de Sergei Eisestein.